# Centre Natació Mataró
El Centre Natació Mataró es un club polideportivo que se encuentra en la ciudad de Mataró (Barcelona) España, dedicado a la práctica del waterpolo, natación, tenis de mesa, triatlón, natación adaptada y natación artística.

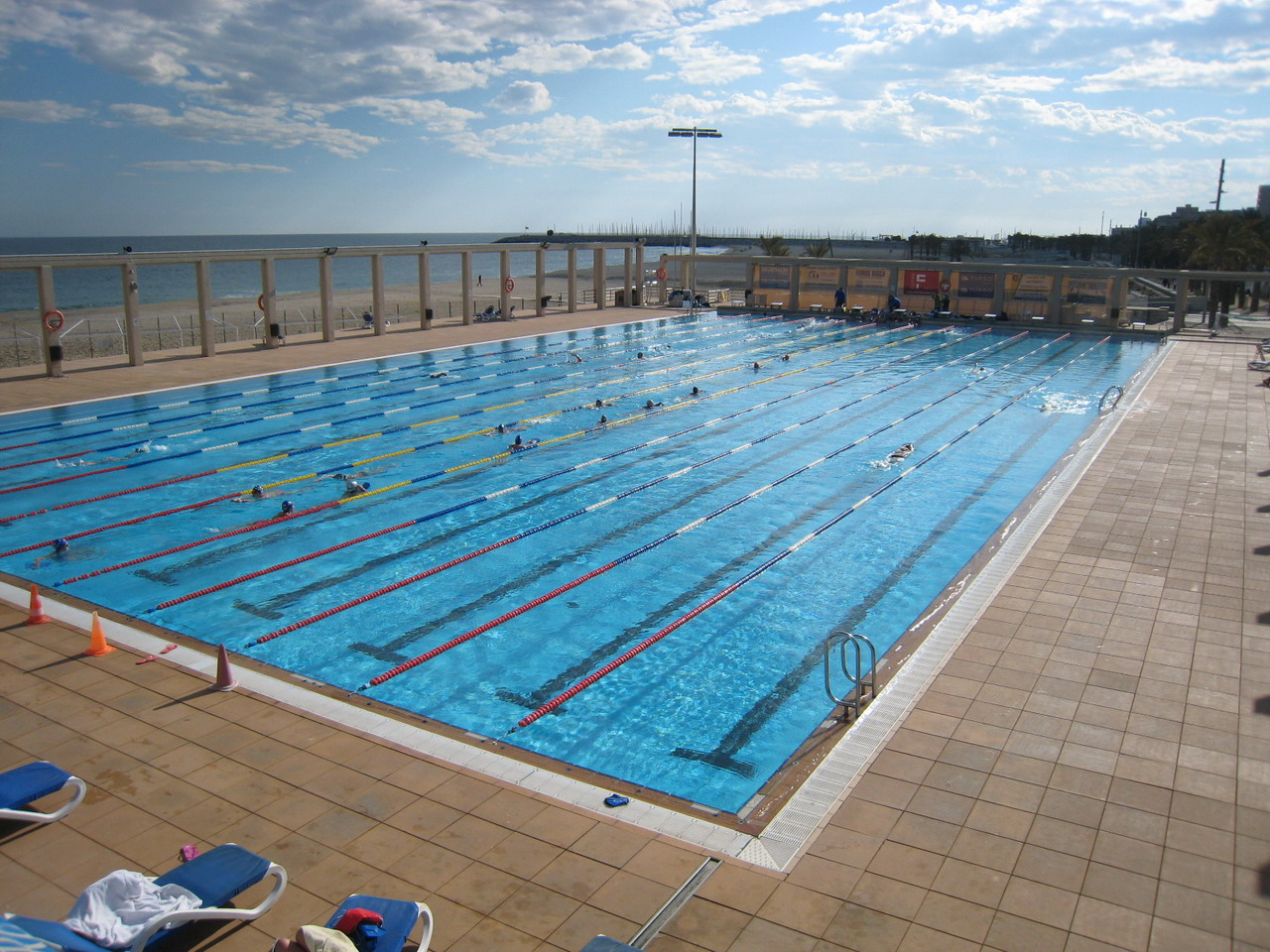
Piscina del Centre Natació Mataró (2008).

## Historia
El club actual se funda en el año 1932 es la continuación, con cambio de nombre por una pequeña deuda contraída, del Club Natació Mataró (1920-1929) y la sección de natación del Club Gimnàstic Mataroní (1930-1932).
En el año 1982, con motivo del 50.º aniversario, se inauguró una nueva piscina de 50 metros, siendo uno de los pocos Clubs que tienen una piscina para competiciones al aire libre con un sistema propio de climatización, que permite entrenar durante los 12 meses del año.
Cuenta con Deportistas en la Élite Deportiva en Waterpolo, Natación y otros deportes como el Tenis de Mesa.
Destacan las jugadoras Roser Tarragó o Marta Bach en Waterpolo, campeonas del mundo y de Europa, así como subcampeonas olímpicas, y las también olímpicas Gàlia Dvorak en tres ocasiones en tenis de mesa, y Ciara Gibson en Londres 2012 formando parte de la selección británica gracias a su doble nacionalidad. 
Sus colores son el granate, el azul y el blanco.

## Piscinas
Dispone de las siguientes piscinas:
- piscina descubierta de 50 x 25 metros.
- Dos piscinas cubiertas, una de 25 x 12,5 metros y otra de 25 x 8 metros.

## Disciplinas deportivas

### Waterpolo Masculino
Su equipo juega en división de honor española desde 1988. La temporada 2003-04 juega por primera vez la copa LEN.

### Waterpolo Femenino
Su equipo juega en división de honor española. La temporada 2008-09 se clasifica por primera vez para jugar en Europa la copa LEN al acabar en cuarta posición.

#### Palmarés
- Liga Española Femenina de Waterpolo (2): 2019-20, 2023-24.
- Copa de la Reina (2): 2016, 2022.
- Supercopa de España (3): 2019, 2021, 2022.
- Copa LEN de waterpolo femenino (1): 2015-16.[2]

### Natación
La natación también es un deporte que se practica en el Centro. Es uno de los mejores clubes de Cataluña (se encuentra del tercer puesto hasta el quinto puesto, dependiendo de las edades).